# كينيون نيكلسون
كينيون نيكلسون (بالإنجليزية: Kenyon Nicholson)‏ هو كاتب مسرحي وكاتب سيناريو أمريكي، ولد في 21 مايو 1894 في كروفوردسفيل في الولايات المتحدة، وتوفي في 19 ديسمبر 1986 في ترنتون في الولايات المتحدة.

## وصلات خارجية
- كينيون نيكلسون على موقع IMDb (الإنجليزية)
- كينيون نيكلسون على موقع ألو سيني (الفرنسية)
- كينيون نيكلسون على موقع أول موفي (الإنجليزية)
- كينيون نيكلسون على موقع قاعدة بيانات برودواي على الإنترنت (الإنجليزية)
- كينيون نيكلسون على موقع قاعدة بيانات الفيلم (الإنجليزية)
- كينيون نيكلسون على موقع كينوبويسك (الروسية)